# Guillaume Berggren

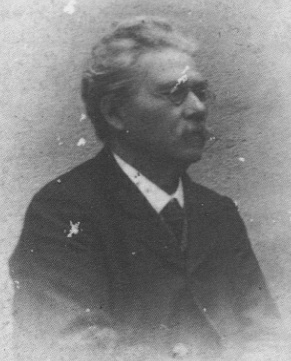
Guillaume Berggren (ca. 1888)

Guillaume Berggren (* 20. März 1835 in Stockholm, Königreich Schweden; † 1920 in Konstantinopel, Osmanisches Reich) war ein schwedischer Fotograf.

## Leben
Berggren stammt aus einer kinderreichen und mittellosen Familie und wurde als Per Vilhelm Berggren geboren. Er begann 1850 eine Lehre als Zimmermann und ging nach dem Abschluss von 1855 an als Geselle auf die Wanderschaft. Nach einem Aufenthalt in Hamburg ging er nach Berlin. Dort ließ er sich zum Fotografen ausbilden. Auf seiner Wanderschaft ging er ab 1861 über Dresden, Laibach und Bukarest nach Odessa. 1866 reiste er nach Konstantinopel, wo er 1870 seine Vornamen Vilhelm zu Guillaume französisierte und im Stadtteil Pera in der Grande Rue de Pera Nr. 414 ein Fotoatelier mit dem Namen Lilla Sverige (Kleines Schweden) eröffnete.
Berggren war in der Folgezeit sehr erfolgreich mit seinen Fotografien von Alltagsszenen in Konstantinopel, von Beamten und öffentlichen Ereignissen wie dem Russisch-Osmanischen Krieg 1877–1878 oder der Eröffnung des Orientexpress 1883. Touristen und deren Motive wie Bauwerken, Ruinen und Landschaften in der Nähe Konstantinopels waren zeitweise eine ergiebige Einnahmequelle.
1883 kehrte Berggren für kurze Zeit nach Schweden zurück. Seine Nichte Hilda Ullin brachte er mit nach Konstantinopel. Sie wurde nach seinem Tode Geschäftsführerin des Ateliers. In den Folgejahren wurde Berggren durch seine Fotos von Handwerkern, Straßenhändlern, Hafenarbeitern und Prostituierten bekannt. Durchreisende Besucher wie König Oskar II. von Schweden, Anders Zorn und seine Frau Emma oder auch der schwedische Asienreisende Sven Hedin ließen sich von ihm begleiten und porträtieren. Ein weiteres Tätigkeitsfeld waren Aufnahmen für die Herstellung von Bildpostkarten und Bildberichte für schwedische Zeitschriften.
Berggren begann seit Beginn des 20. Jahrhunderts mit einer systematischen Erfassung von Gebäuden in Konstantinopel.
Aus Not musste er die Mehrzahl seiner Glasnegative im Ersten Weltkrieg verkaufen. Das Deutsche Archäologische Institut Istanbul hat heute den Großteil der Negative in seiner Fotothek im Bestand.